# Clavulinopsis griseola
Clavulinopsis griseola är en svampart som först beskrevs av Rea, och fick sitt nu gällande namn av Corner 1950. Clavulinopsis griseola ingår i släktet Clavulinopsis och familjen fingersvampar.   Inga underarter finns listade i Catalogue of Life.